# فيرنر حاييم
فيرنر حاييم (بالألمانية: Werner Haim)‏ هو متزلج قفز نمساوي، ولد في 21 فبراير 1968 في Hall in Tirol ‏ في النمسا.

## وصلات خارجية
- فيرنر حاييم على موقع الاتحاد الدولي للتزلج (القفز التزلجي) (الإنجليزية)